# Cycas guizhouensis
Cycas guizhouensis K.M.Lan & R.F.Zou, 1983 è una pianta appartenente alla famiglia delle Cycadaceae, endemica della Cina.

## Descrizione
È una cicade con fusto eretto o acaulescente, alto sino a 1 m e con diametro di 10–15 cm.
Le foglie, pennate, lunghe 100–180 cm, sono disposte a corona all'apice del fusto e sono rette da un picciolo lungo 30–60 cm; ogni foglia è composta da 110-210 paia di foglioline lanceolate, con margine intero, lunghe mediamente 16–37 cm, di colore verde scuro, inserite sul rachide con un angolo di 55-65°.
È una specie dioica con esemplari maschili che presentano microsporofilli disposti a formare strobili terminali di forma fusoidale, lunghi 20–40 cm e larghi 6–14 cm ed esemplari femminili con macrosporofilli che si trovano in gran numero nella parte sommitale del fusto, con l'aspetto di foglie pennate che racchiudono gli ovuli, in numero di 4-8.
I semi sono subglobosi, lunghi 23–29 mm, ricoperti da un tegumento di colore giallo.

## Distribuzione e habitat
L'epiteto specifico guizhouensis fa riferimento alla diffusione della specie nella provincia del Guizhou, in più la specie è stata osservata nello Yunnan orientale e nel Guangxi nord-occidentale.

Prospera su ripidi pendii nelle basse foreste su brecce calcaree.

## Conservazione
La IUCN Red List classifica C. guizhouensis come specie vulnerabile.

La specie è inserita nella Appendice II della Convention on International Trade of Endangered Species (CITES).